# Слободан Новаковић (фудбалер)
Слободан Новаковић (Суботица, 15. октобра 1986) српски је фудбалер, који тренутно наступа за Кабел из Новог Сада.

## Трофеји и награде
Пролетер Нови Сад
- Прва лига Србијеː 2017/18.[4]